# Ponchon
Pour les articles homonymes, voir Ponchon (homonymie).
Ponchon est une commune française située dans le département de l'Oise, en région Hauts-de-France.

## Géographie
Ponchon est située entre  Noailles et Beauvais.
La superficie de la commune est de 973 hectares ; son altitude varie entre 83 et 206 mètres.
| Abbecourt       | Warluis       | Villers-Saint-Sépulcre |
| Hodenc-l'Évêque | Ponchon       | Berthecourt            |
|                 | Silly-Tillard | Noailles               |

### Hameaux et écarts
La commune compte en 2016 cinq hameaux : Pierrepont, Roye, Framicourt, Houssoye et Blainville.

### Hydrographie

#### Réseau hydrographique
La commune est située dans le bassin Seine-Normandie. Elle est drainée par le Sillet, le fossé de Roye, le ruisseau de la Fontaine aux Moines et le ruisseau de Ponchon,,.

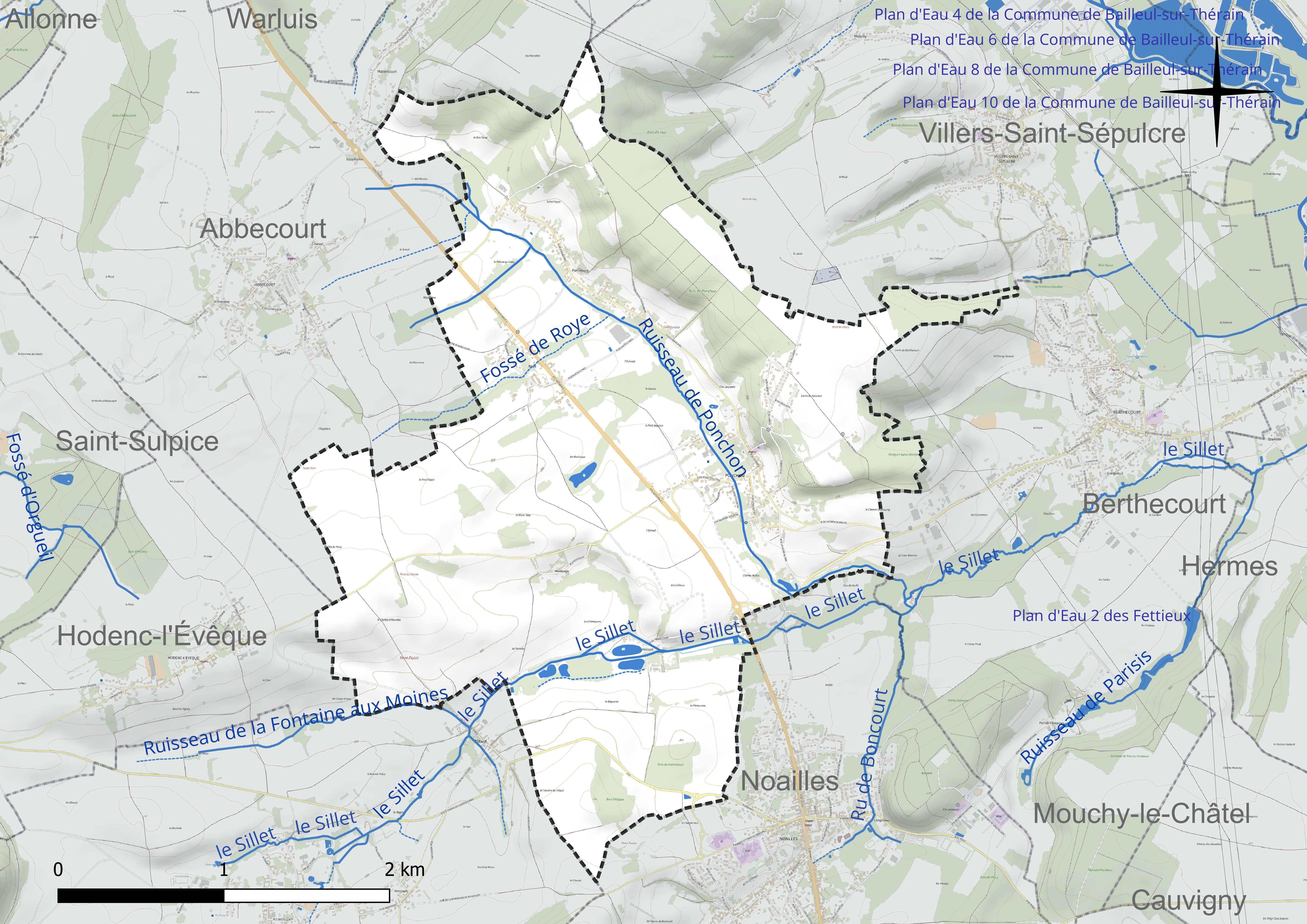
Réseau hydrographique de Ponchon.

#### Gestion et qualité des eaux
Le territoire communal est couvert par le schéma d'aménagement et de gestion des eaux (SAGE) « Sensée ». Ce document de planification concerne un territoire de 1 219 km2 de superficie, délimité par le bassin versant du Thérain. Le périmètre a été arrêté le 27 janvier 2023 et le SAGE proprement dit est, en 2024, en cours d'élaboration. La structure porteuse de l'élaboration et de la mise en œuvre est le syndicat intercommunal de la Vallée du Thérain (SIVT). 
La qualité des cours d'eau peut être consultée sur un site dédié géré par les agences de l'eau et l'Agence française pour la biodiversité. 

### Climat
Pour des articles plus généraux, voir Climat des Hauts-de-France et Climat de l'Oise.
En 2010, le climat de la commune est de type climat océanique dégradé des plaines du Centre et du Nord, selon une étude du CNRS s'appuyant sur une série de données couvrant la période 1971-2000. En 2020, Météo-France publie une typologie des climats de la France métropolitaine dans laquelle la commune est exposée à un climat océanique et est dans une zone de transition entre les régions climatiques « Sud-ouest du bassin Parisien » et « Nord-est du bassin Parisien ». 
Pour la période 1971-2000, la température annuelle moyenne est de 10,4 °C, avec une amplitude thermique annuelle de 14,5 °C. Le cumul annuel moyen de précipitations est de 716 mm, avec 11,6 jours de précipitations en janvier et 8,3 jours en juillet. Pour la période 1991-2020, la température moyenne annuelle observée sur la station météorologique la plus proche, située sur la commune de Tillé à 14 km à vol d'oiseau, est de 11,0 °C et le cumul annuel moyen de précipitations est de 655,5 mm,. Pour l'avenir, les paramètres climatiques de la commune estimés pour 2050 selon différents scénarios d'émission de gaz à effet de serre sont consultables sur un site dédié publié par Météo-France en novembre 2022.

## Urbanisme

### Typologie
Au 1er janvier 2024, Ponchon est catégorisée commune rurale à habitat dispersé, selon la nouvelle grille communale de densité à sept niveaux définie par l'Insee en 2022.
Elle est située hors unité urbaine. Par ailleurs la commune fait partie de l'aire d'attraction de Paris, dont elle est une commune de la couronne,. 

### Occupation des sols
L'occupation des sols de la commune, telle qu'elle ressort de la base de données européenne d'occupation biophysique des sols Corine Land Cover (CLC), est marquée par l'importance des territoires agricoles (75 % en 2018), en diminution par rapport à 1990 (83,7 %). La répartition détaillée en 2018 est la suivante : 
terres arables (52,3 %), forêts (19 %), zones agricoles hétérogènes (12 %), prairies (10,7 %), zones urbanisées (5,9 %). L'évolution de l'occupation des sols de la commune et de ses infrastructures peut être observée sur les différentes représentations cartographiques du territoire : la carte de Cassini (XVIIIe siècle), la carte d'état-major (1820-1866) et les cartes ou photos aériennes de l'IGN pour la période actuelle (1950 à aujourd'hui).

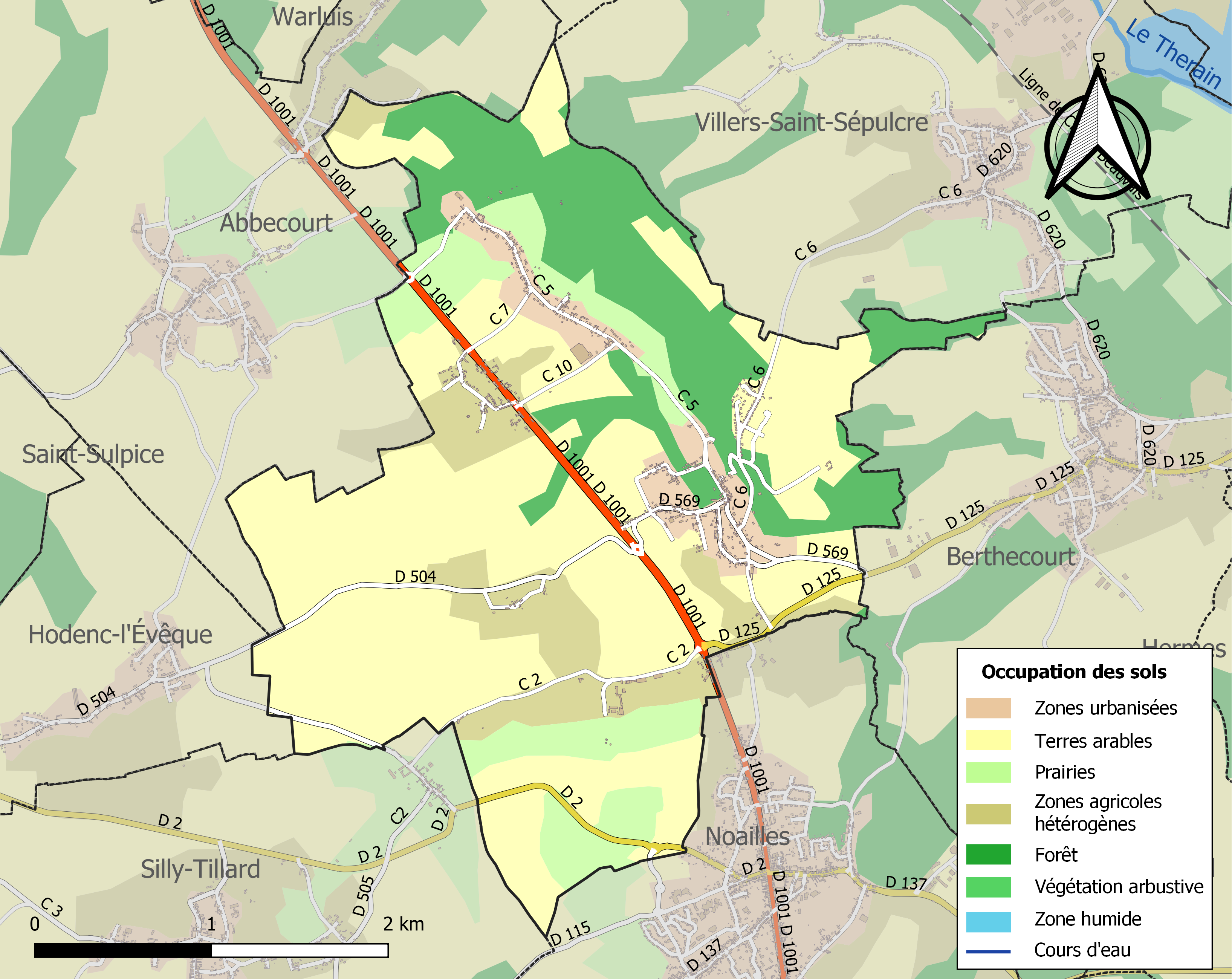
Carte des infrastructures et de l'occupation des sols de la commune en 2018 (CLC).

### Voies de communication et transports
La commune est desservie, en 2023, par les lignes 620, 621, 6101, 6138, 6141 et 6142 du réseau interurbain de l'Oise.

## Toponymie
Le nom de la localité est attesté sous les formes Ponchon (1178) ; Poncon (1220) ; Puncium (1245) ; de Ponchonio (1338) ; eccl. de Ponchon (XVe).

La localité tire son nom d'un petit pont, construit à la l'époque romaine, sur le ru de Pierrepont, affluent du Sillet.

## Histoire
En 1824, Jean-François Sauce, dit Valencienne, et Dumontier créent à Ponchon, une activité nouvelle : le carreau de faïence stannifère, qui utilise l'argile à faible teneur en oxyde de fer de Saint-Sulpice. D'autres faïenceries s'installent progressivement dans les divers hameaux de la commune, jusqu'à la fin du XIXe siècle, concurrencée par les faïenceries de Creil, Gien ou Longwy. La faïencerie Dupressoir, devenue Daignas en 1914, résiste jusqu'en 1921. « Durant la 2e moitié du XIXe siècle, la production annuelle atteint 800 000 carreaux par atelier, soit 3, 5 millions pour l'ensemble, vendu à Rouen et Paris ». À la même époque, « chaque fabrique compte entre 15 et 35 salariés répartis en mouleurs, peintres et enfourneurs : 1851 : 60 salariés. 1856 : 144 salariés. 1861 : 168 salariés. 1872 : 105 salariés. 1892 : 91 salariés. 1901 : 71 salariés. Cette activité utilise essentiellement la force humaine ou animale. Seule, la faïencerie Decagny (anciennement Valencienne) dispose en 1885 d'une machine à vapeur ».
En 1900, la commune comptait six fabriques de carreaux de faïence, un meunier, une scierie, cinq tableteries, sept épiceries et autant de cafés'.
En 1934, il y avait 3 brossiers, un tabletier, 4 épiciers et une pisciculture'.

## Politique et administration

### Rattachements administratifs et électoraux
La commune se trouve dans l'arrondissement de Beauvais du département de l'Oise. Pour l'élection des députés, elle fait partie de la deuxième circonscription de l'Oise.
Elle faisait partie depuis 1801 du canton de Noailles. Dans le cadre du redécoupage cantonal de 2014 en France, la commune fait désormais partie du canton de Chaumont-en-Vexin.

### Intercommunalité
La commune faisait partie de la communauté de communes du pays de Thelle, créée en 1996.
Dans le cadre des dispositions de la loi portant nouvelle organisation territoriale de la République (Loi NOTRe) du 7 août 2015, qui prévoit que les établissements publics de coopération intercommunale (EPCI) à fiscalité propre doivent avoir un minimum de 15 000 habitants, le préfet de l'Oise a publié en octobre 2015 un projet de nouveau schéma départemental de coopération intercommunale, qui prévoit la fusion de plusieurs intercommunalités, et en particulier  de la communauté de communes du Pays de Thelle et de la communauté de communes la Ruraloise, formant ainsi une intercommunalité de 42 communes et de 59 626 habitants,.
Les communes de Noailles, Berthecourt, Ponchon ont alors fait part, sans succès,  de leur souhait de rejoindre la Communauté d'agglomération du Beauvaisis (CAB), mais le président de la CCPT, Jean François Mancel, a rappelé que la fusion devait se réaliser « bloc à bloc », que la scission impliquait l'abandon des services assurés par l'intercommunalité à ces communes et que Caroline Cayeux, présidente de la CAB a indiqué que la CAB ne s'ouvrirait à aucune commune dissidente.
La nouvelle intercommunalité, dont est membre la commune est dénommée communauté de communes "la Thelloise",  créée par un arrêté préfectoral du 30 novembre 2016 qui a pris effet le 1er janvier 2017.

### Liste des maires

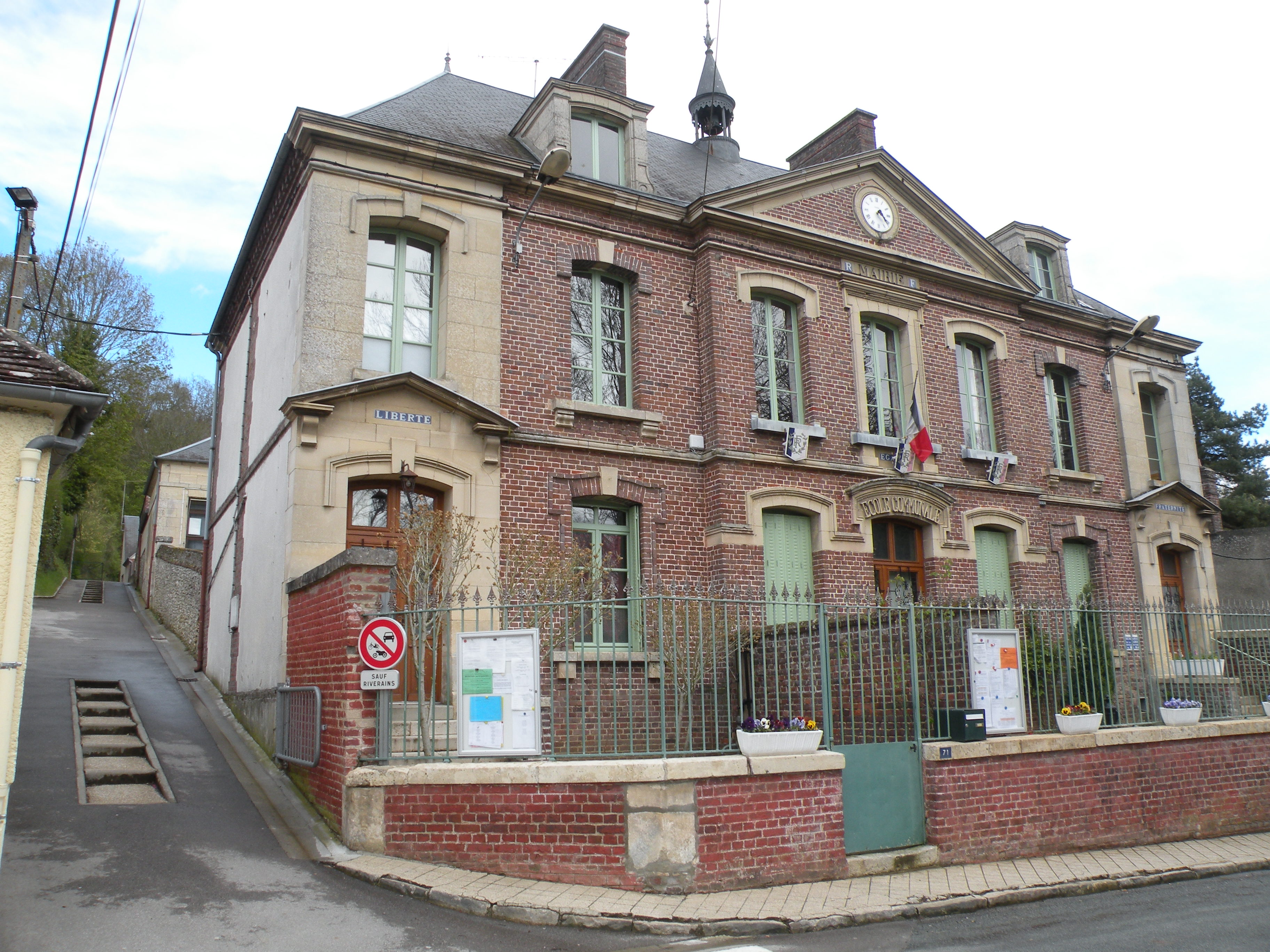
La mairie.

| Période                                  | Période                       | Identité      | Étiquette | Qualité                        |
| ---------------------------------------- | ----------------------------- | ------------- | --------- | ------------------------------ |
| Les données manquantes sont à compléter. |                               |               |           |                                |
| avant 1995                               | ?                             | Henri Xardel  |           |                                |
|                                          | 2001'                         | Lionel Dupont |           |                                |
| mars 2001'                               | En cours (au 13 janvier 2017) | Robert Joyot  |           | Réélu pour le mandat 2014-2020 |

## Population et société

### Démographie

#### Évolution démographique
L'évolution du nombre d'habitants est connue à travers les recensements de la population effectués dans la commune depuis 1793. Pour les communes de moins de 10 000 habitants, une enquête de recensement portant sur toute la population est réalisée tous les cinq ans, les populations de référence des années intermédiaires étant quant à elles estimées par interpolation ou extrapolation. Pour la commune, le premier recensement exhaustif entrant dans le cadre du nouveau dispositif a été réalisé en 2007.

En 2022, la commune comptait 1 151 habitants, en évolution de +3,88 % par rapport à 2016 (Oise : +0,87 %, France hors Mayotte : +2,11 %).
| 1793 | 1800 | 1806 | 1821 | 1831 | 1836 | 1841 | 1846 | 1851 |
| ---- | ---- | ---- | ---- | ---- | ---- | ---- | ---- | ---- |
| 411  | 321  | 489  | 460  | 475  | 543  | 596  | 642  | 638  |

| 1856 | 1861 | 1866 | 1872 | 1876 | 1881 | 1886 | 1891 | 1896 |
| ---- | ---- | ---- | ---- | ---- | ---- | ---- | ---- | ---- |
| 645  | 655  | 675  | 710  | 749  | 721  | 745  | 770  | 713  |

| 1901 | 1906 | 1911 | 1921 | 1926 | 1931 | 1936 | 1946 | 1954 |
| ---- | ---- | ---- | ---- | ---- | ---- | ---- | ---- | ---- |
| 679  | 692  | 612  | 598  | 620  | 546  | 528  | 513  | 508  |

| 1962 | 1968 | 1975 | 1982 | 1990 | 1999  | 2006  | 2007  | 2012  |
| ---- | ---- | ---- | ---- | ---- | ----- | ----- | ----- | ----- |
| 510  | 630  | 652  | 693  | 831  | 1 041 | 1 087 | 1 093 | 1 092 |

| 2017  | 2022  | - | - | - | - | - | - | - |
| ----- | ----- | - | - | - | - | - | - | - |
| 1 113 | 1 151 | - | - | - | - | - | - | - |

#### Pyramide des âges
La population de la commune est relativement jeune.
En 2018, le taux de personnes d'un âge inférieur à 30 ans s'élève à 37,3 %, soit au-dessus de la moyenne départementale (37,3 %). À l'inverse, le taux de personnes d'âge supérieur à 60 ans est de 21,0 % la même année, alors qu'il est de 22,8 % au niveau départemental.
En 2018, la commune comptait 576 hommes pour 543 femmes, soit un taux de 51,47 % d'hommes, largement supérieur au taux départemental (48,89 %).
Les pyramides des âges de la commune et du département s'établissent comme suit.
| Hommes | Classe d’âge | Femmes |
| ------ | ------------ | ------ |
| 0,4    | 90 ou +      | 1,1    |
| 5,1    | 75-89 ans    | 7,3    |
| 14,6   | 60-74 ans    | 13,6   |
| 24,6   | 45-59 ans    | 24,1   |
| 16,7   | 30-44 ans    | 17,9   |
| 16,4   | 15-29 ans    | 17,9   |
| 22,2   | 0-14 ans     | 18,0   |

| Hommes | Classe d’âge | Femmes |
| ------ | ------------ | ------ |
| 0,5    | 90 ou +      | 1,4    |
| 5,5    | 75-89 ans    | 7,6    |
| 15,6   | 60-74 ans    | 16,3   |
| 20,8   | 45-59 ans    | 20     |
| 19,4   | 30-44 ans    | 19,4   |
| 17,6   | 15-29 ans    | 16,2   |
| 20,6   | 0-14 ans     | 19,1   |

### Équipements
La commune compte une salle des fêtes, une école, une bibliothèque, deux terrains de sport (multisport et boules), ainsi que la mairie.

## Économie
En 2018, le village ne compte plus un seul commerce de proximité, (la boulangerie présente depuis les années 1910 a fermé), et quelques artisans (création de faïence dans l'ancien atelier  Thémereau, plombier, chauffagiste, électricité, travaux publics) et un centre équestre.
Elle compte également une carrière, qui exploite un gisement de sablon, dont les matériaux sont utilisées par des entreprises de Hermes, Berthecourt, Noailles, Cauvigny, Abbecourt, Saint Sulpice ou Beauvais
.
{\displaystyle }

## Culture locale et patrimoine

### Lieux et monuments

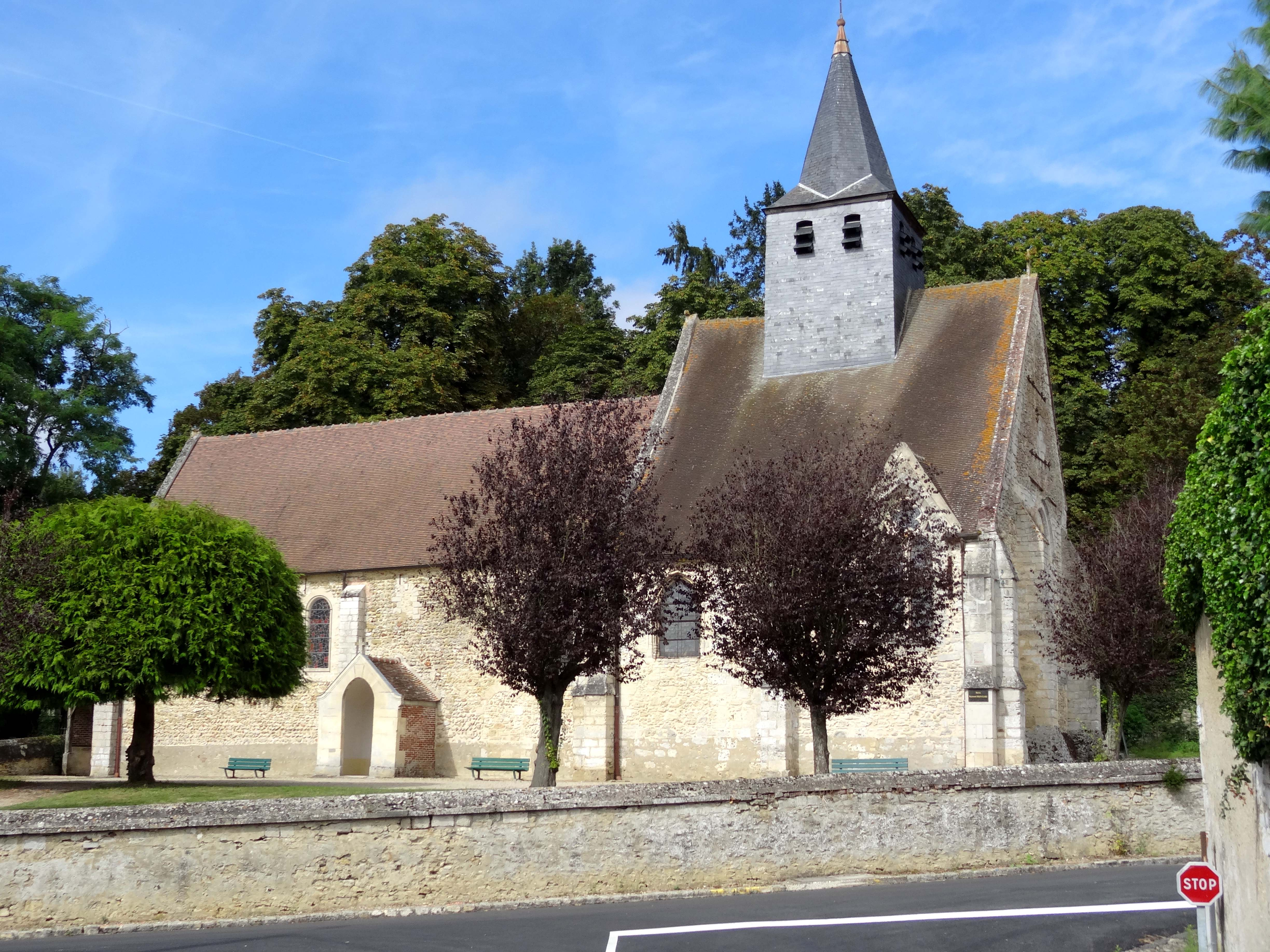
L'Église Saint-Rémi.

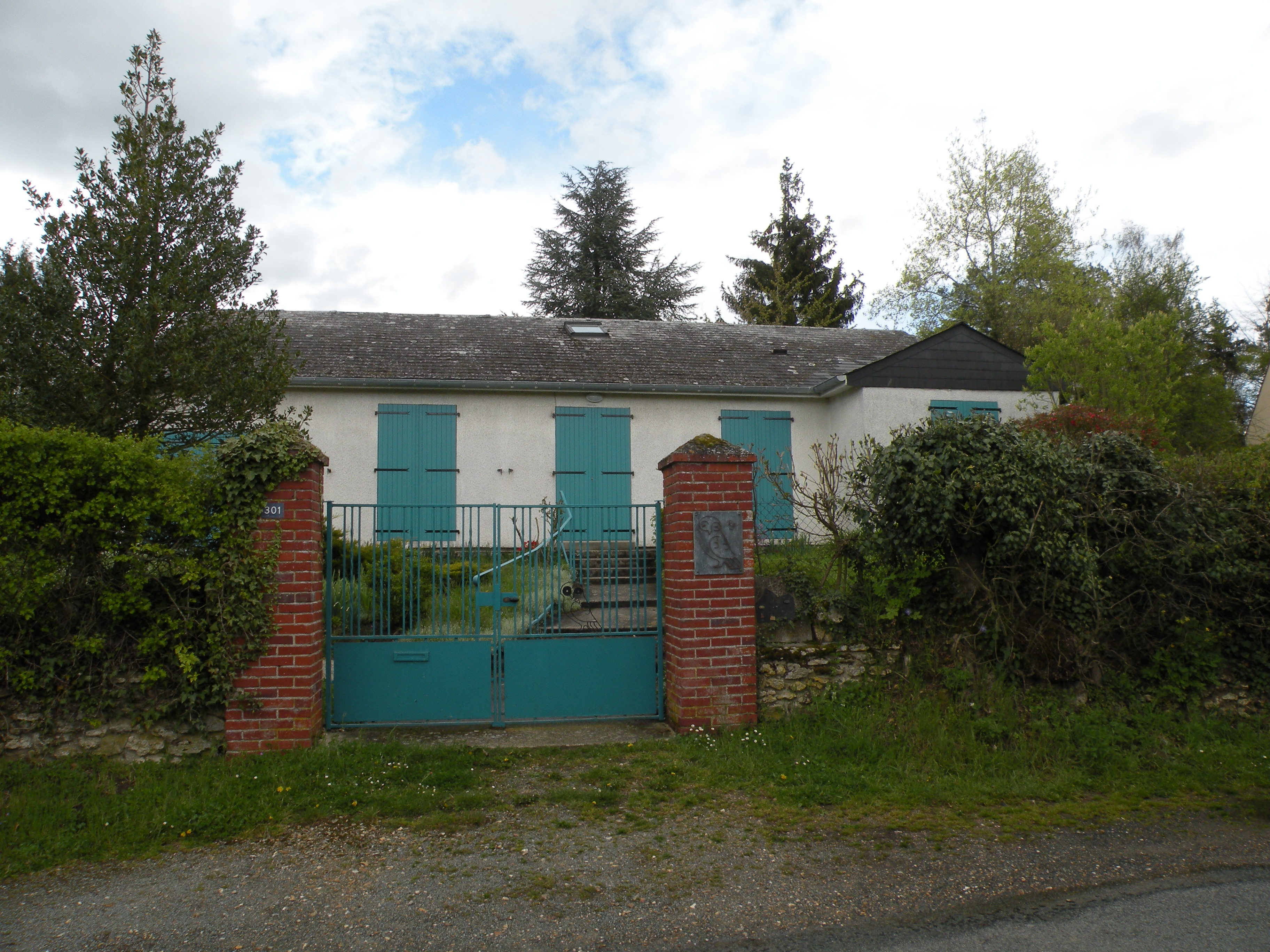
Le musée Raymond-Joly.

Ponchon ne compte qu'un seul monument historique sur son territoire :
- Église Saint-Remi, rue du pont Delettre (inscrite monument historique par arrêté du 18 décembre 1980, peintures monumentales classées[37]) : Sa nef unique, non articulée, et recouverte d'un lambris en forme de voûte en berceau, remonte au XIe siècle.

Ponchon est en effet l'une des paroisses primitives du diocèse de Beauvais. En tant que paroisse matrice de quatre villages voisins, elle bénéficie de certains privilèges sous l'Ancien Régime. Son sanctuaire roman est ainsi remplacé par un chœur gothique de dimensions plus généreuses à partir de la fin du XIIe siècle.
Son architecture est d'une sobre élégance. Apparemment, le chantier traîne en longueur, et le voûtement d'ogives du vaisseau central n'est achevé que vers 1230 environ. Sa chapelle latérale également commencée pendant le dernier quart du XIIe siècle est déjà presque entièrement reconstruite dans ce contexte, car il fallut porter le nombre de travées de trois à deux, conformément au nombre de voûtes du vaisseau central. Le voûtement de la chapelle n'est jamais exécuté, mais on la dote cependant de deux nouvelles fenêtres, à la seconde moitié du XIIIe siècle et au début du XIVe siècle.
C'est à cette époque que l'ensemble de l'espace intérieur est pourvue d'une polychromie architecturale, et qu'une série de fresques est peinte tout autour de la nef. Réalisées en plusieurs tons d'ocre, elles mettent en scène un défilé continu de personnages, qui illustrent pour l'essentiel des épisodes de l'histoire biblique, avec un accent particulier sur la Genèse et la Passion du Christ. Environ les deux tiers sont conservés intacts, et l'église de Ponchon peut s'enorgueillir ainsi de posséder un trésor artistique d'une grande rareté, unique dans le département pour la superficie couverte, et remarquable pour la forte stylisation et son langage pictural expressif.
On peut également noter :
- Le musée municipal Raymond-Joly-Clare, 301, rue des Croisettes, legs du maître-graveur  Raymond Joly-Clare, où sont exposées les médailles de sa collection[39].
- L'atelier de faïences Thémereau, logement patronal construit en brique, à un étage carré et étage de comble construit en 1887 pour Théodule Warée, qui installe au hameau de Pierrepont un atelier de fabrication de brosses[40].
- Ruines de la brosserie Lemaître, construite en 1893 sur le site du Moulin à farine dit du Clos de Ninflé, construit en 1804 pour André Bourgeois sur un ru de dérivation du Sillet. En 1937, elle apparaît sous le nom d'usine Denclair, qui cesse son activité à une date indéterminée. Seul subsiste l'atelier de fabrication, actuellement en ruine et envahi par la végétation, et une roue à augets en métal[41].

### Personnalités liées à la commune
- Raymond Joly (1911-2006), Prix de Rome, tailleur de fer, graveur général des monnaies, bienfaiteur de l'église Saint-Rémi et de la commune.
- Suzanne Lenglen (1899-1936), joueuse de tennis, Elle s'impose six fois aux Internationaux de France, six fois à Wimbledon, et remporte la médaille d'or olympique du simple dames aux Jeux d'Anvers 1920.
- André Verchuren (1920-2013), accordéoniste, champion du monde d'accordéon. Il touche son premier cachet à six ans en animant un bal à Ponchon.
- Robert Badinter (1928-2024), homme politique, juriste et essayiste français, et sa femme Elisabeth (1944- ) avaient une résidence à Ponchon, dans un ancien moulin à proximité du hameau de Tillard[42].
- Alexandra Stewart (1939- ),  actrice canadienne, était propriétaire de ce moulin avant Robert Badinter[42].
- Olivier Dassault (1951-2021), photographe portraitiste, homme d'affaires et homme politique français, député de l'Oise, propriétaire d'un manoir à Ponchon[42].

### Héraldique
| Blason de Ponchon | Blason  | De gueules au pont en dos d'âne de deux arches échiqueté d'or et d'azur, surmonté d'une colombe d'argent. |
| Blason de Ponchon | Détails | Le statut officiel du blason reste à déterminer.                                                          |